# تدخين السجائر لفقدان الوزن

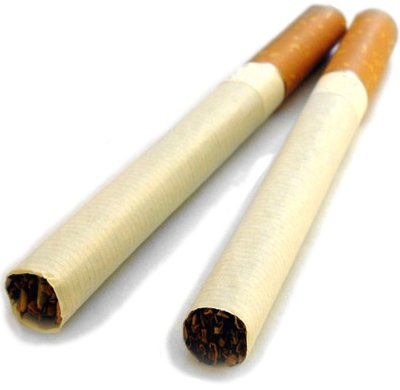
سجاير شرق ألمانيا

تدخين السجائر لفقدان الوزن هو طريقة لفقدان الوزن حيث يستهلك المرء التبغ، غالبًا على شكل سجائر، لتقليل شهية المدخن. تعود الممارسة إلى المعرفة المبكرة بأهمية النيكوتين واستخدامه كقامع الشهية. ارتبط تدخين التبغ في قمع الشهية بين الأمريكيين الأصليين قبل الكولومبين وأوروبيي العالم القديم. على مدى عقود، استخدمت شركات التبغ هذه الروابط بين النحافة والتدخين في إعلاناتها، خاصة في العلامات التجارية والإعلانات التي تستهدف النساء. من الناحية الثقافية، فإن الروابط بين تدخين السجائر والسيطرة على الوزن عميقة. في حين أنه من غير الواضح عدد الأشخاص الذين يبدأون أو يستمرون في التدخين بسبب مخاوف الوزن، تكشف الأبحاث أن المراهقين البيض مع القلق المرتبط بالوزن عرضة بشكل خاص لبدء التدخين. على الرغم من أن المعرفة بتأثيرات النيكوتين على الشهية يمكن أن تساهم في تدخين الأشخاص لأغراض التحكم في الوزن، لم تظهر الدراسات أن الأشخاص يدخنون حصريًا للحفاظ على الوزن أو إنقاصه.

## قمع الشهية
على الرغم من أن العاملين في مجال الصحة العامة يثبطون التدخين على نطاق واسع بسبب عواقبه الصحية السلبية التي لا حصر لها، إلا أن النيكوتين قد يكون مثبطًا للشهية. يمكن أن يقلل النيكوتين من الشهية ويؤثر على عادات الأكل للفرد. أوضحت دراسة حول تأثيرات النيكوتين على الشهية أن "التأثيرات الصافية للنيكوتين تشمل ارتفاع ضغط الدم ومعدل ضربات القلب وحركة المعدة أثناء التسبب في انخفاض مستمر في تناول الطعام. يشكل كل من الخلايا العصبية اللاإرادية والحسية والمعوية موقعًا مهمًا محتملاً للتغييرات التي تتم بوساطة النيكوتين في سلوك التغذية. "وبالتالي فإن الارتباطات الثقافية بين التدخين والتحكم في الوزن تعكس جزئيًا ردود فعل الجسم الفسيولوجية للنيكوتين.علكة النيكوتين لها تأثيرات مماثلة على السجائر من حيث قمع الشهية، وهناك بعض الأشخاص الذين لا يدخنون، ولكنهم يستخدمون علكة النيكوتين لغرض التحكم في الوزن أو فقدان الوزن. يمكن للنيكوتين أيضًا أن يخفض مستويات الأنسولين في مجرى الدم للشخص، مما يمكن أن يقلل من الرغبة الشديدة في تناول الأطعمة السكرية :418. وقد أظهرت دراسات أخرى أن المدخنين ينفقون المزيد من السعرات الحرارية أثناء المشاركة في النشاط، وهو ما يردد الاستنتاجات التي تفيد بأن المدخنين يعانون من ارتفاع معدلات التمثيل الغذائي. وتجدر الإشارة أيضًا إلى الخصائص المدرة للبول للنيكوتين، والتي تسبب انخفاض مستويات الكالسيوم في الدم.
ومع ذلك، هناك «أدلة متزايدة على أن التدخين يؤدي إلى تراكم أكبر للدهون الحشوية ومقاومة أكبر للأنسولين وأن التدخين يزيد من خطر الإصابة في متلازمة الأيض ومرض السكري من النوع 2». هناك الكثير من الجدل حول ما إذا كان المدخنون أرق من غير المدخنين. أظهرت بعض الدراسات أن المدخنين - بما في ذلك المدخنين على المدى الطويل والحاليين - يزنون أقل من غير المدخنين ويزداد وزنهم بمرور الوقت. على العكس من ذلك، لم تظهر بعض الدراسات الطولية ارتباطًا بين فقدان الوزن والتدخين على الأقل بين الشباب. وبناءً على ذلك، في حين تم إثبات العلاقة بين النيكوتين وقمع الشهية، بالإضافة إلى الاستجابات الفسيولوجية الأخرى لاستهلاك النيكوتين، سواء كانت هذه التفاعلات الكيميائية والبيولوجية تترجم إلى أن يكون المدخنين أرق من غير المدخنين (على الأقل فيما يتعلق بفئات عمرية معينة)، لا تزال موضع جدل. قد يكون العمر بمثابة عامل مركب في بعض هذه الدراسات. بشكل أساسي، لم يتم تأسيس علاقة سببية بشكل صريح بين الآثار الفسيولوجية للنيكوتين والنتائج الوبائية حول الوزن بين المدخنين وغير المدخنين.

## تصورات السيطرة على الوزن بين المراهقين
في حين أن معظم البالغين لا يدخنون للسيطرة على الوزن  ، أظهرت الدراسات أن الارتباط بين استخدام التبغ، والنحافة والرغبة في التحكم في الوزن تؤثر على المراهقين من حيث سلوك التدخين. تظهر الأبحاث أن الفتيات المراهقات اللاتي يقدرن النحافة بشدة أكثر عرضة للإصابة بالتدخين. بالإضافة إلى ذلك، فإن الفتيات المنخرطات بالفعل في سلوك محفوف بالمخاطر للسيطرة على الوزن في احتمالات متزايدة لبدء التدخين أيضًا. يحتاج المزيد من البحث إلى فحص الاتجاهات في العرق فيما يتعلق بالمرأة والتدخين من أجل التحكم في الوزن. حتى الآن، أظهرت الدراسات أن الشابات البيض قد يكونن أكثر عرضة لاستخدام السجائر للسيطرة على وزنهن. يبدو أن إعلانات علامات تجارية وأنواع معينة من السجائر تستهدف هذه الفئة السكانية وفقًا لذلك.
تم إجراء العديد من الدراسات على مدى العقد الماضي بحثت هذه القضية بتعمق.
في حين وجد بشكل عام أن الإناث البيض أكثر ميلاً للتدخين لفقدان الوزن، فقد وجدت إحدى الدراسات أن التدخين لفقدان الوزن أو السيطرة عليه لا يقتصر على الإناث البيض، ولكنه منتشر عبر الحدود العرقية والجنسانية. ضمن جميع الفئات العرقية، وجد أن مخاوف الوزن وإدراك الجسم السلبي كانت عاملاً مهمًا في قرار المراهق بالتدخين. كانت العلاقة بين الوزن والتدخين بين الشباب ذات دلالة إحصائية فقط في مجموعات العرق الأبيض أو المختلط. في الماضي، أظهرت الدراسات أن المراهقات يعتبرن فقدان الوزن أو التحكم في الوزن أحد القيم الإيجابية للتدخين. بشكل عام، فإن الشابات والفتيات المهتمات بمراقبة الوزن، ولا سيما أولئك الذين يستخدمون بالفعل تقنيات التحكم في الوزن غير الصحي، هم أكثر عرضة للتدخين.

## تاريخ الإعلان
لم يكن مقبولًا اجتماعيًا دائمًا بالنسبة للنساء تدخين السجائر أو استخدام التبغ في الأماكن العامة. ومع ذلك، على مدار حوالي خمسين عامًا، ستغير صناعة التبغ المواقف المجتمعية من خلال قنوات الإعلان عن النيكوتين والعلاقات العامة، وتحويل استخدام التبغ إلى هواية مرغوبة للمستهلكات الإناث في كل من الولايات المتحدة وخارجها.

### ما قبل عام ١٩٢٠
قبل عشرينيات القرن العشرين، كان التدخين إلى حد كبير هواية ذكورية وكان يُعتقد أنه محرّم على النساء المشاركة فيه. خلال القرن التاسع عشر، كان التدخين والسجائر مرتبطًا بشكل شائع بالأخلاق الفضفاضة والاختلاط الجنسي. دعامة شائعة في المواد الإباحية المثيرة الفيكتورية، حتى أن السجائر أصبحت تعتبر دعامة مهنية للبغايا وعاملات الجنس. حتى أوائل القرن العشرين، واجهت النساء توقيفًا محتملًا إذا تم ضبطهن على التدخين في الأماكن العامة.

### ١٩٢٠-١٩٦٨
خلال العقد الأول من القرن العشرين، ستبدأ النساء بتجربة الحراك الاجتماعي والاقتصادي الصاعد مع حركة حقوق المرأة الأمريكية حيث اكتسبن حريات مدنية جديدة. مع اندلاع الحرب العالمية الأولى، حيث شهدوا مسؤولية وحرية متنامية على الجبهة الداخلية، كان عدد متزايد من النساء يستخدمن السجائر كأداة لتحدي الأفكار التقليدية حول سلوك الإناث. ومع ذلك، سيكون التأثير على التسويق القوي لصناعة التبغ في نهاية المطاف هو الذي سيحول السجائر من المسؤولية الاجتماعية إلى سلعة مقبولة ومرغوبة للنساء للانخراط فيها بشكل علني. ومع ذلك، يتساءل الكثيرون عما إذا كانت السجائر ستصبح موجودة في كل مكان بين النساء إذا لم تستغل صناعة التبغ المناخ الاجتماعي المتحرر في عشرينيات وثلاثينيات القرن العشرين لاستغلال أفكار التحرر والقوة من أجل تجنيد سوق الإناث غير المستغلة.

## قضايا جنسانية جديدة
يدرس مجال جديد للدراسة الطرق التي تستهدف بها شركات التبغ مجتمع المثليين من خلال الإعلانات. مثل الإعلانات المتخصصة المبكرة التي جذبت المستهلكين الإناث، تعتمد إعلانات التبغ المثلي على موضوعات الرجولة وصورة الجسم، على الرغم من أنه من غير الواضح ما إذا كان الرجال المثليون يميلون إلى التدخين للتحكم في الوزن. في حين أن تسويق صناعة التبغ لمجتمع المثليين قانوني، فقد أعرب الكثيرون داخل المجتمع عن رفضهم للتكتيكات المحددة في الصناعة.

## الإقلاع عن التدخين
زيادة الوزن تعتبر أثر جانبي للإقلاع عن التدخين يبقى جانبا رئيسيا من التدخين والسيطرة على الوزن. يمكن أن يثبط الناس من اكتساب الوزن أثناء الإقلاع عن التدخين. زيادة الوزن هي تجربة شائعة أثناء الإقلاع عن التدخين، حيث يكتسب 75٪ تقريبًا من المدخنين وزنًا بعد الإقلاع عن التدخين. بما أن النيكوتين هو مثبط للشهية وينفق المدخنون المزيد من الطاقة، فإن زيادة الوزن بسبب الإقلاع عن التدخين تُعزى بشكل عام إلى زيادة تناول السعرات الحرارية وتباطؤ معدل الأيض. يمكن أن يكون اكتساب الوزن رادع في عملية الإقلاع عن التدخين، حتى لو لم يدخن الكثير من المدخنين لأغراض التحكم في الوزن. ينصح أولئك الذين هم في عملية الإقلاع عن التدخين باتباع نظام غذائي صحي وممارسة الرياضة بانتظام. تشجع معظم النصائح للإقلاع عن التدخين الأشخاص على عدم تثبيطهم إذا ما واجهوا زيادة في الوزن أثناء الإقلاع عن التدخين، حيث أن الفوائد الصحية للإقلاع دائمًا ما تتجاوز تكاليف زيادة الوزن. أظهرت الدراسات أن زيادة الوزن أثناء عملية الإقلاع عن التدخين يمكن أن تفقد في نهاية المطاف من خلال النظام الغذائي الصحي وممارسة الرياضة.